# 地井武男
地井武男（日語：ちい たけお，1942年5月5日—2012年6月29日）是日本資深演員。他於1968年至2012年之間總共演出了多過70部電影。他於2012年6月29日在東京都內的醫院去世，終年70歲。

## 主要演出

### 電影
- 沖繩（1970年） - 電影明星
- 戰爭與人間（1970年） - 徐在林
- 濡れた荒野を走れ（1973年）
- 修羅雪姬（1973年）
- 日本沉没（1973年）
- 大空的武士（1976年） - 龍一飛曹
- 北陸代理戰爭（1977年）
- 人間的証明（1977年） - 草場刑警
- 啊，野麥峠（1979年） - 政井辰次郎
- 寅次郎的故事28 寅次郎纸帆船（1981年） - 小田岛健吉
- Be-Bop-Highschool（1985年） - 鬼島刑警

### 電視劇
- 黑日追捕令（1972年 - 1986年）
- 來自北國（1981年 - 2002年）
- 少女突擊隊泉（1987年 - 1988年）
- 跳駒（NHK晨間小說連續劇、1986年）
- 新撰組 池田屋的血鬥（1992年）
- 真實的恐怖故事特別篇 - 春天的恐怖懸疑：「父親的回憶」（2003年4月8日）
- 戀愛中的姊妹（2003年）
- 未來講師（2008年） - 吉田中吉

### 其他演出
電視劇
- 地井散步（2006年－2012年）

廣告
- House Foods

## 外部連結
- 地井武男的個人檔案 （日語）
- 地井武男在互联网电影资料库（IMDb）上的資料（英文） （英文）